# Syringomyelie
Syringomyelie is een zeldzame neurologische aandoening waarbij het ruggenmerg wordt aangetast, meestal vooral ter hoogte van de nekwervels, en het centrale kanaal in het ruggenmerg waardoor het wijder wordt.
De naam komt van het Grieks syrinx, een rieten buisje of fluitje en is gebaseerd op dit wijdere dan normaal kanaal dat bij pathologisch anatomisch onderzoek kan worden waargenomen. Tegenwoordig is de diagnose ook al bij levende patiënten te stellen door middel van MRI-onderzoek.
De klachten bestaan uit neurologische uitval (pijn, spierzwakte en stijfheid), eerst en vooral van de armen. De oorzaak wordt gezocht in een te hoge vloeistofdruk in het spinale kanaal. Drukontlastende operaties worden geprobeerd om voortschrijden van het proces tegen te gaan.
Syringo(hydro)myelie is ook een gevolg van chiarimalformatie, een aandoening waarbij het achterhoofdsgat (foramen magnum) afwijkt van de normale grootte. De punten van de kleine hersenen puilen daardoor uit (bij een te klein achterhoofdsgat) of zakken (bij een te groot achterhoofdsgat). Het gevolg is dat de doorstroming in het ruggenmergsvocht niet verloopt zoals het hoort (syringomyelie). Hierdoor kan dan een waterhoofdje (hydrocefalus) ontstaan. Chiarimalformatie komt maar heel weinig voor.

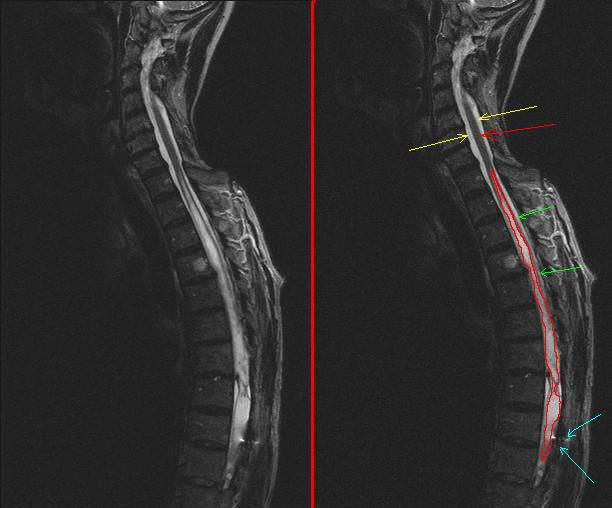
MRI-beeld van een sagittale doorsnede van de rug ter hoogte van de borstwervels met een syringomyelie. (Zie rode omlijning op het rechter plaatje.) De voorkant van de patiënt is hier links op de afbeelding. Boven de afwijking is het ruggenmerg normaal (rode pijl). Rondom het ruggenmerg is er daar voldoende ruimte, hierin bevindt zich het hersenvocht, op deze afbeelding wit. (Gele pijlen). Ter hoogte van de afwijking is er nog maar een dun schilletje van het ruggenmerg over, omdat het centrale kanaal hier erg wijd en gevuld is met hersenvocht (groene pijlen). Overigens is deze patiënt al een keer geopereerd, o.a. te zien aan een metaalartefact (blauwe pijlen).